# Musculus cremaster
Der Musculus cremaster (lat./griech.: Aufhänger; deutsche Bezeichnung: Hodenheber, auch Kremastermuskel) besteht aus Muskelfasern, die aus dem Musculus obliquus internus abdominis und dem Musculus transversus abdominis, zwei Muskeln des Unterbauches, abzweigen. Sie begleiten den Samenstrang und heften sich an der die Hoden umgebenden Faszie (Fascia spermatica interna) und damit am Processus vaginalis an. Dadurch können die Hoden zum Körper gezogen werden. Der Cremaster wird vom Ramus genitalis des Nervus genitofemoralis innerviert.

## Funktion
Der Musculus cremaster zieht den Hoden näher an die Bauchdecke. Bei Reizung der Haut der Innenseite des Oberschenkels werden die Hoden nach oben gezogen und sind so etwas geschützter. Dieser Vorgang nennt sich Kremasterreflex, der ein Fremdreflex ist. Die verantwortlichen Segmente im Rückenmark sind L1 und L2. Bei Tierarten mit relativ weitem Leistenkanal und solchen mit saisonalem Hodenabstieg können die Hoden ganz in die Bauchhöhle zurückgezogen werden. Auch bei starker sexueller Erregung werden die Hoden ebenfalls kräftig zum Körper gezogen. Daran ist ein nahender Orgasmus erkennbar. Ob das Anheben des Hodens auch zur Thermoregulation des Hodens beiträgt, ist mittlerweile umstritten. Diese Funktion übernimmt ganz oder überwiegend die Tunica dartos, die glatte Muskulatur der Skrotalhaut. 
Bei manchen Jungen bzw. Männern manifestieren sich die hochgezogenen Hoden als Pendelhoden, die sich mal im Skrotum, mal weiter oben im Leistenkanal befinden. Dies hat allerdings laut Lehrmeinung keinen Krankheitswert – im Unterschied zum Gleithoden, bei dem der Hoden aufgrund eines zu kurzen Samenstranges nach Reponierung im Skrotum immer wieder sofort zurück in den Leistenkanal gezogen wird.